# Charlotte Coliseum
Das Charlotte Coliseum war eine Mehrzweckhalle in der Stadt Charlotte im US-amerikanischen Bundesstaat North Carolina. Die Halle trug wegen ihrer Form, der Geräuschkulisse und der in der Halle ansässigen Mannschaft der Hornets (deutsch: Hornissen) den Spitznamen The Hive (deutsch: Der Bienenstock). Nachdem die Stadt das Grundstück verkauft hatte, wurde am 3. Juni 2007 die Arena gesprengt.

## Geschichte
Gestartet wurden die Bauarbeiten mit dem ersten Spatenstich im Jahr 1986. Die am 11. August 1988 eröffnete Arena war mit Luxus-Suiten und einem Videowürfel mit acht Bildschirmen ausgestattet. Der damalige Besitzer George Shinn setzte die neue Spielstätte als Trumpfkarte ein um einen NBA-Franchisevertrag nach Charlotte zu holen. Mit seinen mehr als 24.000 Plätzen war es damals der größte Austragungsort der NBA. Einen Tag nach der Eröffnung war ein Vorbereitungsspiel der US-Basketball-Olympiamannschaft vorgesehen. Während der Vorbereitungen für das Spiel arbeitete man am Videowürfel; dabei stürzte die Anzeigetafel zu Boden und wurde wie das Spielfeld zerstört. Als Ersatz wurde der Boden aus der Independence Arena der Stadt geholt und das Spiel konnte stattfinden.
In den ersten sieben NBA-Spielzeiten war das Charlotte Coliseum zu jedem Heimspiel ausverkauft. Durch einige Entscheidungen des Hornets-Besitzer George Shinn und persönliche Skandale um ihn sowie Abgänge von Führungsspielern wie Alonzo Mourning und Larry Johnson sank mit der Zeit der Zuschauerzuspruch. Darüber hinaus war das Coliseum Anfang der 2000er Jahre gegenüber den in den 1990er Jahren gebauten modernen Arenen veraltet. In der letzten Saison der Hornets 2001/02 im Coliseum in Charlotte kamen durchschnittlich nur noch 11.286 Zuschauer zu den Spielen. Dies war der schlechteste Schnitt der ganzen Liga.
Neben dem Hauptnutzer Charlotte Hornets war die NCAA-Basketballmannschaft der Charlotte 49ers von Beginn bis 1993 in The Hive zu Hause. Die Charlotte Rage der Arena Football League (AFL) blieben von 1992 bis 1996. 1997 zog das neugegründete WNBA-Team der Charlotte Sting in der Sportarena ein und war bis 2005 dort beheimatet. Die AFL-Mannschaft der Carolina Cobras kam 2003 nach Charlotte. Nach zwei Spielzeiten beendete die AFL den Franchise-Vertrag und der Spielbetrieb der Cobras wurde eingestellt. Das neugegründete NBA-Team der Charlotte Bobcats spielte seine erste Saison 2004/05 in der alten Spielstätte, da die Charlotte Bobcats Arena (heute: Time Warner Cable Arena) erst 2005 fertiggestellt und am 21. Oktober des Jahres eingeweiht wurde. Das letzte NBA-Spiel war ein Saison-Vorbereitungsspiel zwischen den Charlotte Bobcats und den Indiana Pacers am 26. Oktober 2005. Im Herbst 2005 diente das Charlotte Coliseum als Unterkunft für die Flüchtlinge des Hurrikan Katrina.
Im Jahr 1991 fand das NBA All-Star Game in der Arena in Charlotte statt. Die Eastern Conference bezwang am 10. Februar vor 23.530 Zuschauern die Western Conference mit 116:114. Zum MVP des Spiels wurde Charles Barkley (17 Punkte und 22 Rebounds) von den Philadelphia 76ers gewählt. Im Jahr 1994 fand das Final Four das NCAA Division I Basketball Tournament der Männer und 1996 fand das Final Four des NCAA Division I Basketball Tournament der Frauen im Coliseum statt. Die Wrestling-Veranstaltungen Unforgiven 1999 und Judgement Day 2003 der WWE machten Station in der Sportarena. Ein Teil der US-amerikanischen Filmkomödie Eddie mit Whoopi Goldberg von 1996 wurde in der Veranstaltungshalle von Charlotte gedreht.